# Blekingegade (tv-serie)
Blekingegade er en dansk krimiserie på fem afsnit. Serien blev instrueret af Jacob Thuesen og havde premiere på TV 2 den 6. december 2009 og kørte frem til 1. januar 2010. Serien omhandler Blekingegade-sagen, hvor man følger Danmarks mest berygtede bande og den politimand, Jørn Moos, der satte alt ind på at fange medlemmerne. Banden, der fik sit navn efter skjulestedet, en lejlighed i Blekingegade i København, bestod af en gruppe radikale venstrefløjsaktivister, som stod bag en række af danmarkshistoriens mest professionelle røverier. De mange millioner fra bandens kriminelle aktiviteter blev overført til PFLP, og målet var at støtte palæstinensernes kamp mod Israel.
Seriens fem afsnit indledes med infoboksen, at seriens handling, dialog og karakterer er fiktion inspireret af de faktiske begivenheder der fandt sted i og omkring gruppen, der senere blev kendt under navnet Blekingegadebanden. Navngivne medlemmer af Blekingegadebanden deltager i udførelsen af forbrydelser som de virkelige medlemmer ikke er dømt for. Det understreges ligeledes, at der er tale om fiktion og det er ikke seriens hensigt at fremsætte sigtelser mod nogen form for handlinger, som de ikke har udført.

## Handling

### Afsnit 1
En pengetransport fra Danske Bank bliver udsat for et voldsomt røveri i Lyngby, og forbryderne stikker af med 8 millioner kroner. Røverne bliver efterfølgende set af en forbipasserende cyklist, da de skal skifte bil, men de lader ham cykle videre. Et stort millionbeløb bliver kort tid efter sendt til en international terrororganisation, men pengene går tabt, da kurèren bliver anholdt i Charles De Gaulle lufthavnen i Paris. En dansk organiseret forbryderbande ledet af Jan Weimann er i gang med at planlægge kidnapningen af en rig, svensk arving, der kan udløse en indbringende løsesum. Samtidig opretter det danske politi en ny afdeling for særligt farlige røverier, som narkobetjent Jørn Moos bliver leder af.

### Afsnit 2
Politimanden Jørn Moos bliver kaldt ud til et brutalt røveri mod Daells Varehus i København. Røveriet er professionelt udført, og forbryderne stikker af med et stort millionbeløb. Jørn Moos får hurtig mistanke om, at gerningsmændene skal findes uden for den almindelige kriminelle miljø, hvorfor de hurtigt tænker på en gammel kending, Stevns. Hans mistanke om at gerningsmændene er udenfor det almindelige kriminelle miljø forstærkes kun, da han opdager, at PET i hemmelighed overvåger gerningsstedet. Imens er banden taget til Paris for at aflevere udbyttet fra røveriet, men der venter dem en ubehagelig overraskelse i den franske hovedstad.

### Afsnit 3
Jørn Moos er raget uklar med PET, da han er overbevist om, at PET har fjernet vigtige informationer om det afgørende kronvidne, og han sætter sit mangeårige venskab med PETs souschef, Hans Nielsen, på spil. PET svarer igen ved at suspendere Peter Kvist fra Lyngy Politi, der har hjulpet Jørn med efterforskningen. Samtidig placerer terrororganisatioen PFLP en af deres egne mænd, Marc Rudin, i banden for at sikre sig, at den næste store aktion lykkes. På hjemmefronten har gruppes leder Jan Weinmann fået en helt anden type problem. Hans kone Tine mistænker ham for at være hende utro, da han er meget væk om aftenen og natten.

### Afsnit 4
Efterforskningen af de uopklarede røverier er tæt på at kollapse for Jørn Moos. Bent Knudsen, Jørns overordnede, tror ikke på Jørns teorier om international terrorisme, og han vil have Jørns afdeling lukket ned. Mens Jørn kæmper for at overbevise alle om, at han ikke tager fejl, begår Blekingegadebanden deres hidtil største og mest brutale kup, men kuppet går ikke som planlagt og får alvorlige konsekvenser. En ung betjent bliver skudt af en af bandens medlemmer og svæver imellem liv og død, og pludselig kommer medlemmerne i politiets søgelys efter en lang periode, hvor de kun er blevet skygget men ikke efterforsket på af PET.

### Afsnit 5
Jørn Moos er overbevist om, at han har opklaret de mange voldelige røverier, men omkring ham er alle døre lukket. I desperation går han direkte til politidirektøren og beder om hjælp vel vidende, at det kan få store personlige konsekvenser. Politidirektøren læser rapporten og giver opgaven til afdeling CX igen. Blekingegadebanden mærker nu for alvor, hvordan PETs konstante overvågning gør dem nervøse, og et enkelt fejltrin kan afsløre dem. Da politidirektøren giver Jørn grønt lys til at anholde banden, begår det nyeste medlem af banden en fatal fejl, som ender med at føre politiet til den lejlighed hvor det hele er foregået på Blekingegade.

## Rolleliste
| Person                | Beskrivelse                                                                          | Skuespiller              |
| --------------------- | ------------------------------------------------------------------------------------ | ------------------------ |
| Jørn Moos             | Kriminalassistent og politiets efterforskningsleder af afdeling CX.                  | Ulrich Thomsen           |
| Bo Weimann            | Revolutionær der er medlem af Blekingebanden og er lillebror til Jan Weimann.        | Thure Lindhardt          |
| Jan Weimann           | Revolutionær der er formodet leder af Blekingebanden og er storebror til Bo Weimann. | Nikolaj Coster-Waldau    |
| Niels Jørgensen       | Revolutionær og medlem af Blekingegadebanden. Han er souschef i Blekingegadebanden.  | David Dencik             |
| Torkild Lauesen       | Revolutionær og medlem af Blekingegadebanden.                                        | Jacob Lohmann            |
| Carsten Nielsen       | Revolutionær og medlem af Blekingegadebanden.                                        | Pilou Asbæk              |
| Karsten Møller-Hansen | Revolutionær og medlem af Blekingegadebanden.                                        | Mads Knarreborg          |
| Malin Blomkvist       | Revolutionær og medlem af Blekingegadebanden. Fiktionmedlem.                         | Malin Brolin-Tani        |
| Marc Rudin            | Medlem af PFLP. Skulle hjælpe Blekingegadebanden med de voldelige opgaver.           | Sebastian Blomberg       |
| Bent Knudsen          | Kriminalinspektør hos Københavns politi                                              | Bjarne Henriksen         |
| Anders Elkjær         | Kriminalassistent                                                                    | Michael Brostrup         |
| Kenneth Ebbe          | Kriminalassistent                                                                    | Olaf Johannessen         |
| Hans Nielsen          | Kriminalinspektør i PET                                                              | Troels Lyby              |
| Tine Weimann          | Gift med Jan Weimann og ved intet om gruppen.                                        | Helle Fagralid           |
| Bente Moos            | Gift med Jørn Moos                                                                   | Sara-Marie Maltha        |
| Thomas Højer-Nielsen  | Vidne til pengetransportkuppet i Lyngby                                              | Thomas Knuth-Winterfeldt |
| Svend Jabbe           | Tine Weimanns far og Jans svigefar                                                   | Hans Henrik Clemensen    |

## Modtagelse
Blekingegades premiereafsnit fik blandede anmeldelser i de danske medier, men anmeldelserne skulle senere hen vise sig at blive endnu værre.
| Medie              | Udtalelse | Anmeldelse |
| ------------------ | --- | ---------- |
| Jyllands-Posten    | »Blev jeg fanget ind af historien, af personerne, af fortællestilen, musikken, klipningen, det visuelle udtryk? Næh, det gjorde jeg ikke«. | **----     |
| Berlingske Tidende | Autentisk baseret fiktion er altid dramaturgisk og moralsk problematisk, især når det drejer sig om nulevende personer, for hvor frit kan man være bekendt at fortolke virkeligheden, og hvor meget tør man opfinde selv for underholdningens skyld? Et klart svar må vente, indtil serien er forbi, men foreløbig er det mærkeligt at se så kendte skuespillere som Nikolaj Coster-Waldau og Thure Lindhardt være så kendte eksisterende danskere som brødrene Jan og Bo Weimann, og som spænding fungerer det langtfra optimalt - de mange forklarende tekster, som det har været nødvendigt at forsyne historien med, gør det heller ikke nemmere at lade sig forføre af fiktionen. Man håber, at de følgende afsnit vil skabe mere klarhed og overblik samt give os en helt at holde med. | ***---     |
| Politiken          | »Når man vælger at lade to så højtprofilerede navne som Ulrich Thomsen og Nikolaj Coster-Waldau spille hovedrollerne, signalerer man, at det er drama og ikke autenticitet, der står øverst på dagsordenen«. | ****--     |
| Ekstra Bladet      | »Med andre ord fungerede det indledende afsnit glimrende som effektiv krimi, men hvis man har ambitioner om andet og mere end at levere spektakulær underholdning til aftenkaffen krydret med kendte skuespillere – hvad man forhåbentlig har, sagens mange principielle lag taget i betragtning – så skal der altså graves lidt dybere og bredere fremover. Så det sætter vi vores lid til sker. | ****--     |

Hvad medierne havde tilfælles var, at de var skuffede over, at en så stjernespækket rolleliste kombineret med historien om Danmarks meste berømte forbryderbande ikke kunne føre til mere end den gjorde. Eftersom det heller ikke lykkedes at skabe den nerve, serien fortjente, skrev Ekstra Bladet endnu en anmeldelse efter seriens næstsidste afsnit. 
| Ekstra Bladet | For at lykkes, skulle Blekingegade nok have været enten baseret langt mere på virkelighed, eller også skulle man have givet den fuld gas med den frie fantasi, man reklamerer med at have benyttet sig af, og lavet en tv-serie om noget helt andet. Nej, dette fantasi(mis)foster burde ganske enkelt aldrig have været produceret. Det er uinteressant, u-underholdende og utroværdigt, og tjener hverken som formidling af et stykke historie eller blot som en underholdende krimiserie. Og det burde folkene bag næsten have kunnet sige sig selv på forhånd. | **---- |

Ligeså startede serien godt ud i forhold til seertal, hvor seriens premiere havde 1,2 millioner danskere bag skærmen. Herefter styrtdykkede seertalene, hvor man fra premieren til seriens sidste afsnit gik fra 1,2 millioner til omkring en tredjedel.
| Afsnit | Dato              | Seertal   |
| ------ | ----------------- | --------- |
| 1      | 6. december 2009  | 1.200.000 |
| 2      | 13. december 2009 | 870.000   |
| 3      | 20. december 2009 | 571.000   |
| 4      | 27. december 2009 | 473.000   |
| 5      | 1. januar 2010    | 460.000   |